# Herbert Burgmüller
Herbert Burgmüller (* 4. September 1913 in Mülheim an der Ruhr; † 28. April 1970 in Nürnberg) war ein deutscher Schriftsteller.

## Leben und Wirken
Nachdem Herbert Burgmüller eine Ausbildung zum Bibliothekar absolviert hatte, studierte er Literaturgeschichte an der Universität Wien. Er pflegte zeitweise Kontakte zum Kreis um die von dem Nationalbolschewisten Ernst Niekisch herausgegebene Zeitschrift Widerstand, die 1934 verboten wurde. Nach der NS-Machtübernahme flüchtete Burgmüller ins Exil nach Österreich, wo er sich in den folgenden Jahren aufhielt. Während dieser Zeit schrieb er Essays zu kulturpolitischen Themen und gab 1936 die in Salzburg erscheinende Literaturzeitschrift Das Silberboot heraus. Die 1938 erschienene Erzählung Gang in den Herbst wurde zwar von der Literaturkritik des Dritten Reiches wegen ihrer pessimistischen Grundhaltung missbilligt; ansonsten blieb Burgmüller aber unbehelligt. Von 1938 bis 1943 fand er eine Anstellung als Bibliothekar bei der Stadtbibliothek seiner Heimatstadt Mülheim an der Ruhr. Diese Anstellung hatte ihm der dortige Oberbürgermeister Edwin Hasenjaeger gegen Widerstände der örtlichen NSDAP-Kreisleitung verschafft. Burgmüller wurde 1944 auf Goebbels’ Liste der zugelassenen Filmautoren aufgeführt.
Nach dem Ende des Zweiten Weltkriegs war Burgmüller von 1945 bis 1946 Mitarbeiter des Düsseldorfer Stadttheaters und anschließend bis 1948 Mitherausgeber der Münchner Literaturzeitschrift Die Fähre, die u. a. Texte von Exilautoren wie Hermann Broch und Robert Musil und dem zwischen 1933 und 1945 unterdrückten Hans Henny Jahnn veröffentlichte. Mit Ernst Bloch, Hans Mayer und führenden Mitgliedern im deutschen PEN-Zentrum, wie Johannes Tralow, Johannes R. Becher und Günther Weisenborn, unterstützte er den Demokratischen Kulturbund und war ab 1956 gemeinsam mit Johann Fladung Herausgeber von Geist und Zeit – Eine Zweimonatsschrift für Kunst, Literatur, Wissenschaft, die 1961 eingestellt wurde. Herbert Burgmüller war neben seiner journalistischen Tätigkeit Verfasser von erzählenden Werken und Filmdrehbüchern. Er gehörte seit 1949 dem PEN-Zentrum Deutschland an, dessen Generalsekretär er ab 1953 war.
Herbert Burgmüller lebte in Ottobrunn bei München und Mülheim an der Ruhr.

## Werke
- Gang in den Herbst, Berlin 1938
- Die Musen darben. Ein Lebensbild Albert Lortzings, Berlin 1955

Herausgeberschaft
- Zur Klärung der Begriffe, München 1947
- Deutsches Wort in dieser Zeit, München 1954

Übersetzungen
- Hoffman Birney: Tu'kwi, der kleine Medizinmann, Stuttgart 1938